# Austroagrion pindrina
Austroagrion pindrina là loài chuồn chuồn trong họ Coenagrionidae. Loài này được Watson mô tả khoa học đầu tiên năm 1969.